# 信创
信创是中国大陆对于相关产业的简称，旨在推进用国产替代技术替换美国和其他外国技术，以期实现中国信息技术领域的自主可控，保障国家信息安全。

## 发展历程
“信创”一词最早来源于“信创工委会”，即信息技术应用创新工作委员会。该委员会成立于2016年，被委托监督信创计划，制定行业标准，并为人员提供操作可信软件的培训。尽管其目的主要是为了进一步发展国内科技产业，但其背景源于中美技术贸易关系背景下全球持续性的紧张关系。在唐納·川普政府期间引入的制裁之后，该委员会和更广泛的信创计划被视为中国追求技术独立、提高其在全球技术领域的地位和对抗国际压力的关键工具。
这一产业最早开始于2014年金融领域，中国银行业监督管理委员会发布《关于应用安全可控信息技术加强银行业网络安全和信息化建设的指导意见》，提出「去IOE化」（「IOE」指IBM小型机、Oracle数据库、EMC存储设备）的概念。
信创产品的采用分为三个阶段，首先在中国政府、事业单位、军队和国有企业等实体内试点，然后是金融、电信、电力、交通等关键行业，最后全面应用到消费市场。

## 内容
本质上，信创要求中国的IT基础设施和生态系统完全国产化。信创有四个主要的关注领域：
- 基础设施，如CPU、芯片、服务器、交换机、路由器；
- 基础软件，如操作系统、数据库、大数据、中间件、云平台（如IaaS、PaaS和低代码平台）；
- 应用软件，包括办公软件、通用软件、行业软件等；
- 信息安全。

## 政策
截至2020年7月，信创委员会有1160名成员，知名公司包括CPU制造商龙芯中科、信息安全公司Westone、服务器制造商浪潮集团等。该委员会已向涵盖从PC、芯片、软件到网络的领域的1800多家中国供应商发出邀请。
该计划也对外国所有权设有限制，禁止外资超过25%的公司参与。
截至2022年10月，中央政府和地方政府共发布了166项信创政策，其中2022年发布的有67项。
信创项目的规模不断扩大，自2019年起大幅加速。从2011年到2018年，信创项目的政府合同规模达到1.99亿人民币（合2852万美元）；2020年跃升至279.2亿人民币（合40亿美元），2021年初至2022年11月为184.5亿人民币（合26.4亿美元）。预计2025年，这一领域估值将达2万亿元（1250亿美元）。

## 相关企业

### 基础设施
- 龙芯中科
- 浪潮集团
- 麒麟软件[9]
- 兆芯
- 华为
- 深信服[1]
- 统信软件

### 信息安全
- 奇安信
- 北信源
- 奇虎360

- 山西百信[9]

### 应用软件
- 福昕
- 永中软件
- WPS Office[1]

## 影响
信创政策是中国数据库公司增长和国产数据库管理系统开发的主要驱动力。根据艾瑞咨询的报告，2021年中国的数据库市场规模为286.8亿元（41.1亿美元），同比增长16.1%。